# Fingrith
Fingrith (Fingrith Hall) is een buurschap en voormalig gehucht in de civil parish Blackmore  in het bestuurlijke gebied Brentwood, in het Engelse graafschap Essex. Fingrith is het noordelijke deel van Blackmore en komt in het Domesday Book (1086) voor als 'Phingheria'. In 1086 telde het dorpje 14 huizen.
In 1384 had het landgoed van Fingeth ongeveer 85 pachters, met de pest in 1383 waren er hiervan 70 overleden.
Het gebied van de Fingrith Hall Farm heeft enkele delen die onder de English Heritage vallen. Het monument omvat onder andere de gracht van een middeleeuwse burcht of manor.

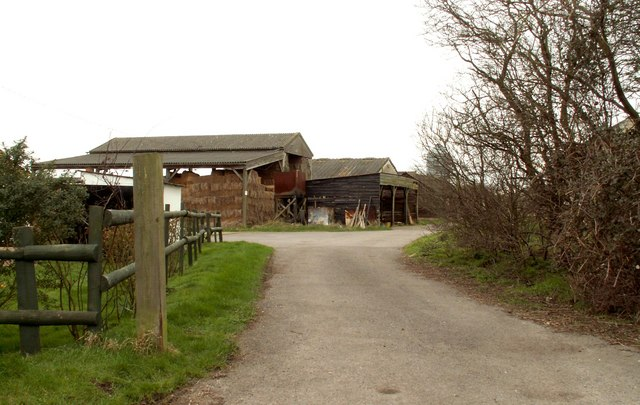
Een deel van de nieuwe boerderij
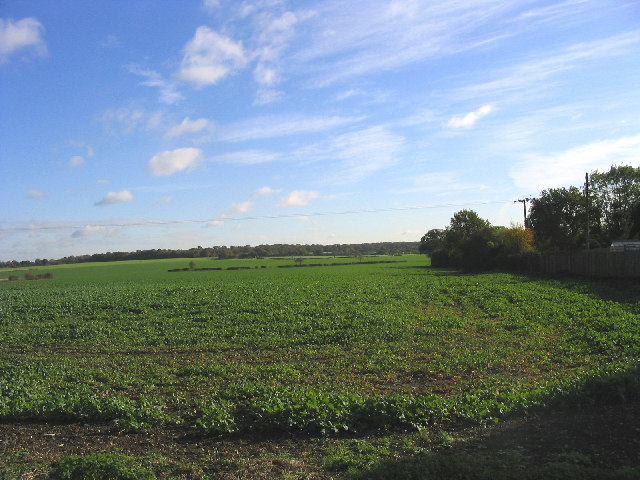
Bietenveld in Fingrith Hall